# Сённерборг (город)
Сённерборг (дат. Sønderborg), Зондербург (нем. Sonderburg) — город в коммуне Сённерборг области Южная Дания (Дания), административный центр коммуны Сённерборг.
Старейшая часть Сённерборга расположена на острове Альс, где стоит замок Сённерборг, однако западные пригороды распространились на полуостров Ютландия.

## История
Исторически Сённерборг входил в датский феод — герцогство Шлезвиг. В результате войны 1864 года Дания лишилась власти над этими территориями. После Шлезвигского плебисцита 1920 года Северный Шлезвиг был возвращён Дании.

## Персоналии
- Кристенсен, Петер — датский политик, государственный деятель.
- Лоренцен, Кристиан Август
- Петерсен, Генрих
- Поульсен, Симон
- Фредерик Кристиан II Августенбургский
- Эсмарх, Карл
- Тисгаард, Ларс  —  датский актёр озвучки